# グローブス (ファッションブランド)
グローブス (Globus) はインドのムンバイを拠点とするファッションブランドである。グローブスはラジャン・ラヘジャグループの子会社である。2012年4月時点において、グローブスはインドの22都市に合計35店舗を構えている。
グローブスは1998年1月に設立された。1999年6月に約3,000m2の1号店をインドールに開店し、続いてチェンナイに店舗をオープンさせた。現在本社をおいているムンバイには2001年11月に店舗を構えた。2008年5月までにグローブスは店舗数を24に増やし、さらなる店舗数の拡大を始めた。グローブスは以前は150店舗など急激に店舗を増やすという大胆な計画を立てていた。
2004年3月まで、グローブスは創業者のVed Prakash Aryaにより運営されていた。
インドのボリウッド女優カリーナー・カプールは2008年にブランドイメージモデルとなり、店舗で自分自身の洋服の型をつくり上げる計画を立てていた。
2007年、グローブスは約34mという世界最大のクリスマス用の靴下を制作した。